# Kulebaki
Kulebaki (en rus: Кулеба́ки, Kulebaki), és una ciutat russa de l'oblast de Nijni Nóvgorod. L'any 2006 tenia una població estimada de 37.601 habitants. La primera menció escrita del poble de Kulebaki data del 1678. L'activitat econòmica de la ciutat està basada en la indústria metal·lúrgica.